# Kip Sabian
Simon James Kippen, meglio conosciuto con il ring name Kip Sabian (Great Yarmouth, 19 maggio 1992), è un wrestler britannico.
Attualmente sotto contratto con la All Elite Wrestling.
Kippen ha iniziato la sua carriera con la World Association of Wrestling. All'inizio della sua carriera ha combattuto in Inghilterra e in Europa, conquistando vari titoli tra cui l'IPW: UK World Championship e il World Of Sport Wrestling Tag Team Championship. Nel 2018, ha debuttato in Ring of Honor prima di firmare con la AEW nel 2019.

## Carriera

### All Elite Wrestling (2019-presente)
Sabian ha fatto il suo debutto in AEW a Double or Nothing . Inizialmente era stato annunciato per la Casino Battle Royale, ma invece ha lottato e sconfitto Sammy Guevara, in quello che è stato il suo primo match in singolo in AEW.
Sabian si presenta da subito come heel, dopo aver sfidato il membro dell'Elite, Kenny Omega, il 10 dicembre a AEW Dark e,in seguito, Cody Rhodes il 30 gennaio,perdendo entrambi gli incontri. Ha poi intrapreso un feud con Joey Janela terminato il 19 febbraio, quando lo ha sconfitto definitivamente a Dark.
Il 24 aprile 2020, Sabian prende parte al torneo per assegnare l'AEW TNT Championship, venendo però sconfitto al primo turno da Dustin Rhodes.
Il 15 aprile Sabian inizia a fare squadra con Jimmy Havoc, dopo che Havoc l'ha aiutato a vincere un incontro con Chuck Taylor, colpendo Orange Cassidy con una DDT. I due hanno poi fatto il loro debutto come tag team perdendo contro Trent e Chuck Taylor, in un No DQ match, nella puntata di Dynamite del 29 aprile. I due decidono di presentarsi col nome di The Superbad Squad. Il 2 maggio Sabian e Havoc sconfiggono i due membri dei SoCal Uncensored, Scorpio Sky e Frankie Kazarian, in un match con in palio un'opportunità titolata per l'AEW World Tag Team Championship. Nella puntata del 3 giugno di AEW Dynamite, hanno quindi affrontato i campioni Kenny Omega e Adam Page con in palio i titoli di coppia, ma sono stati sconfitti.
A All Out 2020, Sabian ha annunciato le imminenti nozze con Penelope Ford e che avrebbe rivelato l'identità del suo testimone nella puntata di Dynamite seguente. Nella puntata di Dynamite del 9 settembre, Miro si è rivelato essere il testimone. Successivamente Kip e Penelope hanno comunicato che il loro sarà un matrimonio in spiaggia e avrà luogo durante l'episodio speciale di Dynamite del 3 febbraio 2021, intitolato Beach Break.

## Titoli e riconoscimenti
- British Wrestling Revolution
  - BWR Cruiserweight Championship (1)
- Dynamic Over-The-Top Action Wrestling[4]
  - DOA UK Tag Team Championship (2) - con Brad Slayer (1) e Peter Nixon (1)
- European Catch Tour Association[4]
  - ECTA Junior Heavyweight Championship (1)
  - ECTA Tag Team Championship (1) - con Brad Slayer
- House Of Pain: Evolution[4]
  - HOPE Championship (1)
  - HOPE Kings Of Flight Championship (1)
- International Pro Wrestling: UK[4]
  - IPW: UK World Championship (1)
  - Z-Force Championship (2)
- Pro Wrestling Chaos[4]
  - Knights Of Chaos Championship (1) - con Martin Kirby
- New Generation Wrestling[4]
  - NGW Tag Team Championship (1) - con Iestyn Rees
- Plymouth Wrestling Association[4]
  - PWA Tag Team Championship (1) - con Brad Slayer
- Pro Wrestling Chaos
  - Knights of Chaos Championship (1) - con Martin Kirby
- Pro Wrestling Illustrated
  - PWI lo ha classificato al numero 247 dei 500 migliori wrestler nella PWI 500 nel 2019[5]
- Reloaded Championship Wrestling Alliance
  - RCWA Elite-1 Championship (1)
- Southside Wrestling Entertainment[4]
  - SWE Speed King Championship (1)
- World Association of Wrestling[4]
  - WAW Open Light Heavyweight Championship (2)
  - WAW U23 Championship
  - WAW World Tag Team Championship (3) - con Brad Slayer
- World Of Sport Wrestling[4]
  - WOS Tag Team Championship (1) - con Iestyn Rees
  - WOS Tag Team Championship (2018)